# ولز فارگو سنتر لوس آنجلس
ولز فارگو سنتر لوس آنجلس، (به انگلیسی: Wells Fargo Center) آسمان‌خراش ۵۴ و ۴۵ طبقه (دو برج) به ارتفاع ۲۲۰ و ۱۷۰ متر، با کاربری اداری-تجاری است، که در شهر لس آنجلس، کالیفرنیا مستقر می‌باشد. پروژه ساخت این ساختمان در سال ۱۹۸۱ آغاز شد و در سال ۱۹۸۳ تکمیل و افتتاح گردید.